# 圣多明各 (奇里基省)
圣多明各是巴拿马奇里基省布加瓦区的一个城市。 该市面积为50.9平方（19.7平方英里），2010年时人口为2,625，故其人口密度为51.5名居民每平方（133名居民每平方英里）。 1990年时人口为1,988，2000年时人口为2,276。